# Conciencia fonológica
Conciencia fonológica es “la habilidad metalingüística que permite comprender que las palabras están constituidas por sílabas y fonemas.” Diferentes modelos de alfabetización emergente coinciden en que la conciencia fonológica es, sin lugar a dudas, una habilidad temprana pre-lectora fundamental.

## Capacidad metalingüística
La capacidad metalingüística se refiere al conocimiento que el sujeto tiene de los rasgos y funciones del lenguaje, y de la reflexión y utilización que puede hacer sobre éste. Esto significa  el control y la planificación que la persona establece intencionalmente sobre sus procesos cognitivos, tanto en comprensión como en producción. 
Entre las capacidades metalingüísticas se encuentra la competencia metafonológica que corresponde a la capacidad de identificar los componentes fonológicos de las unidades lingüísticas y manipularlas de manera deliberada. De esto se trata la conciencia fonológica. 
En este sentido, esta habilidad permite descomponer el lenguaje en diferentes unidades, siendo éstas las palabras, sílabas y fonemas. La conciencia de los fonemas, también llamada conciencia segmental, constituye un caso especial de conocimiento fonológico por la relación especial que tiene con el desarrollo de la lectura y sus posibles dificultades.

## Relación con la lectura
“A medida que los niños avanzan en su desarrollo cognitivo, son cada vez más capaces de llevar a cabo actividades metalingüísticas de reflexión sobre el lenguaje y de conocer y manipular los segmentos que lo componen.”
El conocimiento de las unidades que componen el lenguaje, es al parecer un aspecto importante para el aprendizaje de la lectura. Para llegar a dominar la habilidad lectora  es indispensable la toma de conciencia, de la estructura fonológica del lenguaje hablado y la capacidad de comprender que el sistema de representación ortográfica de la lengua se basa precisamente en la división de las palabras en sus segmentos fonológicos.
En este sentido, la conciencia fonológica se supone es un predictor del aprendizaje inicial de la lectura. 
Sobre la base de estudios realizados, se puede decir que comparando dos grupos (uno que sabe leer y otro que no), Morais, Cary, Alegría y Bertelson (1979) encontraron que los analfabetos, a diferencia del grupo control, tenían dificultades significativas para descomponer las palabras en sonidos (capacidad de segmentación fonológica), lo que muestra la estrecha correlación entre conciencia fonológica y lectura.

## Su importancia en el proceso de alfabetización
Siempre se ha intentado definir los requisitos necesarios para iniciar el proceso de alfabetización. Las habilidades fonológicas que implican el conocimiento y la capacidad de analizar y manipular los elementos que constituyen el lenguaje, se encuentran intrínsecamente asociadas con la lectoescritura de palabras en un sistema alfabético. Estas habilidades permiten aprehender la estructura fonológica de las palabras para utilizarla entonces en el procesamiento del lenguaje oral y escrito. 
En el marco de la conciencia fonológica se han reformulado los planteos del clásico método fónico, integrando la perspectiva psicolingüística (Elkonin 1973, en Adams, 1990). Los estudios sobre el efecto del desarrollo de la conciencia fonológica en el aprendizaje de la lectura y la escritura – realizados desde la década del 50-  muestran que la conciencia fonológica facilita el aprendizaje y guarda una relación causal con este (Bradley & Bryant, 1983; Defior & Tudela, 1994). Si los niños desarrollan conciencia fonológica, pueden inferir las correspondencias letras-sonidos sin necesidad de una enseñanza sistemática de las correspondencias como la propuesta por el método fónico. En este sentido, el análisis fonológico de las palabras supera al método fónico.
La perspeptiva que pone en evidencia el rol fundamental de la conciencia fonológica para el aprendizaje de la lectura y la escritura se ha puesto en contraposición con el enfoque del lenguaje integral (Stanovich, 2000). Stanovich & Stanovich (1995), en una investigación que revisa los resultados de numerosas investigaciones que comparan ambas perspectivas, mostraron que la enseñanza de habilidades fonológicas y el conocimiento de las correspondencias letras-sonidos resultaban críticas para el aprendizaje de la lectura y la escritura, pero que una buena metodología de enseñanza de la lectura debería combinar aspectos tanto del lenguaje integral como del método fónico. 
En español, los trabajos de la Dra. Ana María Borzone y su equipo han desarrollado trabajos de investigación de la Universidad de Buenos Aires que ponen en evidencia la importancia de la conciencia fonológica en el aprendizaje de la lectura y la escritura, y han desarrollado materiales didácticos especializados que integran esta perspectiva en un enfoque integrador.